# 奥むさし駅伝競走大会
奥むさし駅伝競走大会（おくむさしえきでんきょうそうたいかい）は、毎年1月最終日曜日に埼玉県飯能市および日高市で行われる駅伝大会である。主催は飯能市。

## 歴史
1952年（昭和27年）に「奥武蔵駅伝競走大会」の第1回が開催され、1999年（平成11年）の第48回大会まで行なわれていたが、交通事情を理由に一時中止となった。2003年（平成15年）から距離等が変更されて復活し、大会名を「奥むさし駅伝競走大会」として、改めて第1回から開催している。

## コース
飯能市の東飯能駅前をスタートし、主に国道299号の山道を登って西吾野駅で折り返し、飯能中央通りまで下る約40kmの箱根駅伝の名物である「山登り」「山下り」さながらの登山コースである。一般の部・高校の部・地区対抗の部（飯能市内・日高市内の体育協会対抗）がある。男女混合編成も可であるが交通規制の関係上2時間50分以内で走れるチームが出場できる。
- 第1区（9.9 km）

東飯能駅（東飯能駅西口前）～東吾野駅（東吾野駅入口）
- 第2区（5.5 km）

東吾野駅（東吾野駅入口）～吾野駅（法光寺山門前）
- 第3区（4.3 km）

吾野駅（法光寺山門前）～西吾野駅（西吾野駅入口） 折り返し
- 第4区（4.5 km）

西吾野駅（西吾野駅入口）～吾野駅（奥武蔵中学校下）
- 第5区（5.2 km）

吾野駅（奥武蔵中学校下）～東吾野駅（東吾野駅入口）
- 第6区（9.4 km）

東吾野駅（東吾野駅入口）～飯能市内銀座通り（きもの処かきぬま前）